# Léon Daudet

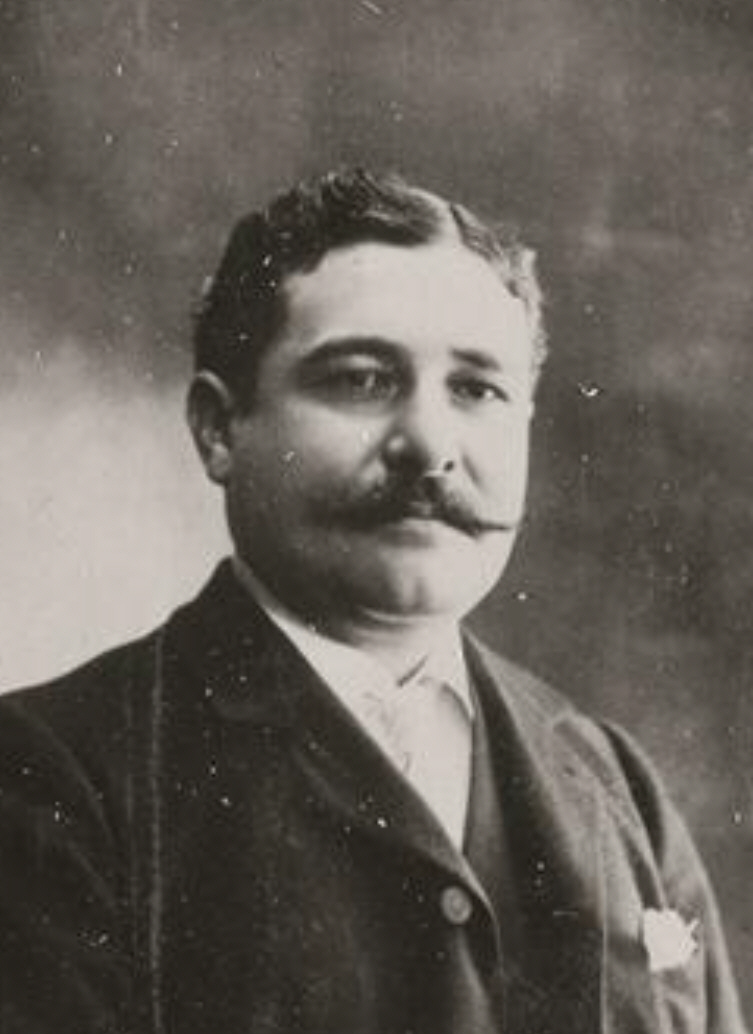
Leon Daudet

Léon Daudet (Parijs, 16 november 1867 - Saint-Rémy-de-Provence, 30 juni 1942) was een Frans schrijver, journalist, polemist en parlementslid.

## Levensloop
Léon Daudet was de oudste zoon van Alphonse Daudet en van Julia Allard. Hij was de broer van Lucien Daudet en van Edmée Daudet, die trouwde met André Germain, van de Crédit Lyonnais.
Jeugdvriend van Marcel Proust, ontmoette hij via zijn vader heel wat prominente auteurs, zoals Gustave Flaubert, Edmond de Goncourt, Maurice Barrès, Émile Zola, Edouard Drumont, Guy de Maupassant, Ernest Renan, Arthur Meyer, Gambetta, en nog andere.
In zijn jeugd verklaarde Daudet zich republikein, ondanks de steun die hij en zijn familie genoten van keizerin Eugénie en van hertog Charles de Morny. De grote mannen in zijn ogen waren Victor Hugo, Gambetta en Georges Clemenceau.
Na zijn studies aan het lyceum Louis-le-Grand, studeerde hij geneeskunde zonder evenwel zijn opleiding af te maken.
In 1892 publiceerde hij zijn eerste roman, L'Héritier. Hij besliste schrijver te worden. In 1900 werd hij theatercriticus bij Le Soleil, Le Gaulois en La Libre Parole.
Op 12 februari 1891 trouwde hij (alleen burgerlijk) met Jeanne Hugo, een kleindochter van Victor Hugo. Hij kwam langs haar in contact met linkse republikeinen, onder meer met haar stiefvader Édouard Lockroy, volksvertegenwoordiger van 1871 tot 1913 en minister van 1886 tot 1899. Het huwelijk liep op de klippen en een echtscheiding volgde in 1895. Jeanne hertrouwde eerst met de ontdekkingsreiziger Jean-Baptiste Charcot en nadien met de Griekse scheepskapitein Michel Négroponte. De scheiding was de voornaamste oorzaak van de politieke ommekeer bij Daudet: hij werd antirepublikeins en een tegenstander van het parlementaire regime.
Enkele dagen nadat Jeanne het echtelijk dak had verlaten, was Daudet aanwezig bij de degradatie van kapitein Alfred Dreyfus. Hij schreef er een scherp en venijnig artikel over in Le Figaro en bleef zijn hele leven overtuigd van de schuld van Dreyfus. Hij kreeg haatgevoelens tegenover de 'dreyfusards' Émile Zola en Anatole France. In de rechtse bladen waarin hij voortaan publiceerde, spuwde hij zijn gal uit tegen de dreyfusards. Dit mondde bij herhaling op duels uit.
Hij was anti-dreyfusard, klerikaal, nationalist en een van de belangrijkste figuren van de Action française.
Hij zou aan een razend ritme blijven schrijven tot aan zijn dood:
- 9.000 artikels;
- 128 boeken;
  - 30-tal romans;
  - 15 filosofische essays;
  - gebundelde literaire kritieken;
  - een tiental pamfletten;
  - geschiedkundige onderwerpen;
  - zijn voornaamste glorietitel: zijn Souvenirs, succesvol gepubliceerd van 1914 tot 1921.

Hij werd de testamentuitvoerder van Edmond de Goncourt en vervulde in 1900 de opdracht de Académie Goncourt op te richten, waarvan hij een van de eerste leden werd. Hij werd in 1903 directielid van de Fédération nationale antijuive van Drumont, zonder er echter een actieve rol in te spelen.

## Polemist voor de Action française

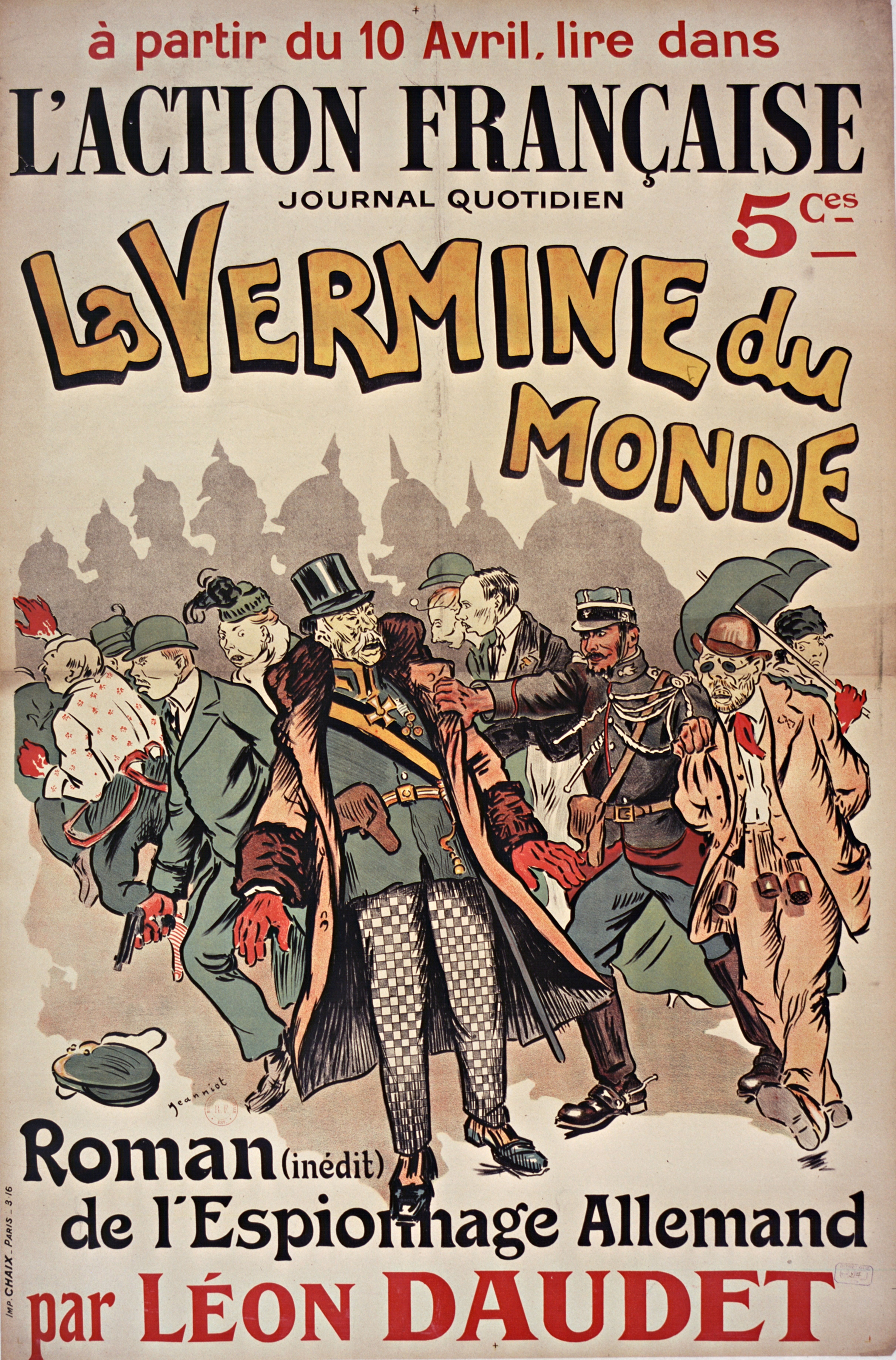
Affiche (1918)

In 1904 ontmoette Daudet de hertog van Orléans en bekeerde zich tot het monarchisme, mede onder de invloed van zijn tweede vrouw, zijn nicht Marthe Allard.
Enkele schandalen, zoals de Affaire des fiches (1904) en de Affaire Syveton versterkten hem in zijn antiparlementaire overtuigingen.
Samen met Charles Maurras, Henri Vaugeois en Maurice Pujol, stichtte hij in 1908 het dagblad Action Française, in grote mate gefinancierd door de erfenis die zijn vrouw had gekregen van gravin de Loynes, de egerie van Jules Lemaître en van de Ligue de la Patrie Française. Daudet werd hoofdredacteur en vanaf 1917 codirecteur van de krant.
Vanaf 1912 voerde hij campagne tegen wat hij de infiltratie noemde van Duitse agenten in de Franse zakenwereld en de politiek. Hij baseerde zich hiervoor op valse documenten en werd hiervoor in 1913 wegens laster veroordeeld. Hij bleef maar beschuldigingen rondslingeren, die onder meer leidden tot de arrestatie van Miguel Almereyda, van Louis Malvy en van Joseph Caillaux. Al zijn beschuldigingen werden ongegrond bevonden.
Zijn boek L'Avant-Guerre, die in maart 1913 was verschenen op 12.000 exemplaren, zag zijn oplage eerst klimmen tot 20.000, terwijl er tijdens de oorlog nog eens 50.000 van verkocht werden. Door de vasthoudendheid van Daudet kwamen er toch zaken aan het licht die bij Malvy landverraad aantoonden en die maakten dat hij verbannen werd.
Aristide Briand, elfmaal eerste minister en achtmaal minister van buitenlandse zaken werd zijn intieme vijand. In zijn ogen was Briand de verpersoonlijking van alles wat schadelijk was in de democratie. Hij hield niet op hem door het slijk te halen, hem uit te schelden als 'fielt', 'pooier' of 'souteneur'.

## Volksvertegenwoordiger
Van 1919 tot 1924, was hij volksvertegenwoordiger voor de Union nationale in Parijs, partij die de voornaamste woordvoerder was voor de nationalisten. Hij animeerde de debatten in de Kamer door zijn boutades en beschimpingen. In 1924 werd hij verslagen en verklaarde toen dat hij in het parlement zijn tijd had verloren (Député de Paris, gepubliceerd in 1932).

## Dood van Philippe Daudet
De zoon Daudet, Philippe, liep in 1923 weg van huis. Hij was toen veertien. Na een vruchteloze poging in Le Havre om op een boot naar Canada te kunnen stappen, keerde hij naar Parijs terug en zocht er contacten in anarchistische middens. Na enkele dagen beroofde hij zich van het leven in een taxi, na zijn moeder hierover per brief te hebben ingelicht.
Eerst verklaarde Léon Daudet dat zijn zoon gestorven was aan de gevolgen van een meningitis, maar toen de zelfmoord algemeen bekend werd, beweerde hij dat het om een moord ging. Hij legde klacht neer voor doodslag tegen verschillende hoge ambtenaren van de Staatsveiligheid. Het onderzoek en het proces bevestigden echter de zelfmoord en de beschuldigden werden vrijgesproken. Daudet weigerde de uitspraak te erkennen en publiceerde in l'Action française zijn eigen bevindingen. Vanwege de geuite beschuldigingen werd hij in 1925 veroordeeld voor eerroof, tot vijf maanden hechtenis.
In 1927, na alle rechtsmiddelen te hebben uitgeput, veroorzaakte hij een publiek schandaal door zich te verschansen in de lokalen van de Action française. Hij gaf zich over en werd naar de gevangenis gebracht. Twee maanden later werd hij door een groepje Camelots du roi bevrijd. Hij vluchtte naar Brussel, waar hij twee jaar verbleef en van waar hij een stortvloed aan uiteenlopende geschriften naar Frankrijk stuurde.

## De jaren 1930 en Vichy
Nadat hem genade werd verleend, keerde Daudet naar Parijs terug. Hij werd opnieuw politiek actief, veroordeelde de corruptie van het regime, voorspelde de oorlog, steunde het fascisme van Mussolini en sprak zijn vrees uit over de heropstanding van Duitsland.
Naar aanleiding van de revolutionaire manifestatie van 6 februari 1934, verhoopte hij de val van de Republiek en ging te keer tegen de vanwege de zaak-Stavisky ontslagnemende eerste minister Camille Chautemps, die hij uitschold als 'de bendeleider van dieven en moordenaars'.
Hij was al lange tijd een voorstander van maarschalk Pétain, die in juli 1940 de macht greep. Hij bleef echter hevig anti-Duits en was niet meer antisemitisch.
Hij werd begraven in Saint-Rémy.

## Léon Daudet, schrijver
Zeer vruchtbaar schrijver, vermeldt de catalogus van de Bibliothèque nationale de France meer dan 300 publicaties van hem.
Daaronder bevinden zich zijn memoires van 1880 tot 1921, zes volumes onder de titel Choses vues, die door Marcel Proust vergeleken werden met de Mémoires van de hertog van Saint-Simon. In die memoires komt zijn schrijverstalent het best tot uiting.
Zijn romans zijn daarentegen erg verouderd en zijn polemische stukken tegenwoordig niet meer interessant.
Hij was niet in alles een conformist die in overeenstemming handelde met zijn traditionalistische omgeving. Hij was het die ervoor zorgde dat Marcel Proust, notoir dreyfusard, in 1919 de Prix Goncourt kreeg. Hij probeerde vergeefs de Goncourt toe te kennen aan Céline voor Voyage au bout de la nuit, werk dat door de patriotten weggehoond werd. Hij schreef ook, tot ongenoegen van zijn medestanders, een lovend artikel over André Gide, een ander over Pablo Picasso en schreef zelfs dat hij geen groter idealist had gekend dan de jood en dreyfusard Marcel Schwob.

## Publicaties

### Memorialist
- Souvenirs des milieux littéraires, politiques, artistiques et médicaux (zes volumes):
  - Fantômes et Vivants, 1914 (période 1880-1890: Alphonse Daudet, Zola, Hugo, Goncourt)
  - Devant la douleur (geneeskunde, ziekte van zijn vader), 1915
  - L'Entre-Deux-Guerres (période 1890-1904: "Le Figaro", Barrès, Schwob, Forain en Caran d'Ache), 1915
  - Salons et Journaux (salon van Mme de Loynes, krant Le Gaulois, salon van Mme Bulteau, restaurant Weber), 1917
  - Au temps de Judas (Zaak Dreyfus, Ligue de la Patrie française, Zaak Syveton), 1920
  - Vers le roi (Action française, Académie Goncourt), 1921
- La pluie de sang (Oorlog 1914 - 1918), 1929
- Député de Paris (période 1920-1924, "Chambre Bleu horizon")
- Paris vécu (in twee volumes, Rive droite, Rive gauche), 1932, geschreven in Brussel (herinneringen, niet chronologisch, maar volgens ze in de herinnering komen)

### Provence
- Notre Provence (samen met Charles Maurras), 1933

### Over zijn vader
- Alphonse Daudet, (bij de dood van zijn vader), 1898
- Quand vivait mon père, 1940

### Pamfletair
- La Chambre nationale du 16 novembre, portraits et tendances, 1923
- Le Nain de Lorraine - Raymond Poincaré, 1930
- Le Garde des Seaux - Louis Barthou , 1930
- Le Voyou De Passage - Aristide Briand, 1930
- Les effondrements sociaux
  - Vers d'Académie et vers de presse, 1930
  - Termites parlementaires, 1930
  - Les humanités et la culture, 1931
  - Le palais de police, 1931

### Romanschrijver
- Les Morticoles, pamflet tegen de medische middens van zijn tijd. Hij schreef dit in vervanging van de thesis die hij moest schrijven om het artsendiploma te bekomen, 1894
- Le Voyage de Shakespeare, 1896
- Suzanne, 1896
- Les Deux Étreintes, 1901
- Le Partage de l'enfant ,1905
- La Mésentente (roman over huwelijksgewoonten)
- Le cœur et l'absence (roman over de oorlogstijd), 1917
- Dans la lumière (roman contemporain), 1919
- L'amour est un songe, 1920
- L'Entremetteuse (na publicatie kwam enorm veel kritiek op deze roman, beschuldigd van obsceniteit. Daudet liet dan ook weten dat hij dit boek introk.)
- Les Bacchantes, 1931
- Un Amour de Rabelais, 1933
- Médée, 1935

### Essayist
- L'Avant-guerre, 1915
- L'Hérédo, essai sur le drame intérieur', suivi du "Monde des Images"', 1916
- Le Monde des images, 1919
- Le Stupide XIXe siècle, 1922
- Mélancholia, 1928
- La Recherche du Beau: corps et âme, 1932
- Les Universaux: essai sur les mouvements et les figures des idées et des passions humaines, 1935.